# Stade Cementos Progreso
Le stade Cementos Progreso, connu aussi sous le nom de stade La Pedrera, est un stade multifonction situé dans la ville de Guatemala, capitale du Guatemala. Il a été construit en 1991 par la société Cementos Progreso, un important manufacturier guatémaltèque de ciment dont il porte le nom.
Il est surtout utilisé pour des matchs de football, en particulier pour des matchs de l'équipe nationale. Il a aussi été le domicile du club Comunicaciones de 1991 à 2005. Sa capacité est de 16 000 spectateurs, ce qui en fait le deuxième plus grand stade au Guatemala. 
Sa pelouse centrale est entourée d'une piste d'athlétisme synthétique installée en 2002, la première en Amérique centrale qui répond aux standards de l'Association internationale des fédérations d'athlétisme. 
Le stade abrite également le Club Atlético Cementos Progreso, un club d'athlétisme parrainé par la société propriétaire du stade.